# Tyrrellspass

Tyrrellspass (en irlandais : Bealach an Tirialaigh) est un village dans le comté de Westmeath, en Irlande, où vit une population urbaine de 506 habitants (2011).

## Géographie
Le village se trouve à 81 km de Dublin, au sud du comté, sur la route R446 (ancienne N6).
Tyrrellspass a gagné l'Irish Tidy Towns Competition en 1996.
En avril 2016, la population du secteur de recensement se monte à 483 habitants.

## Histoire
Le village tire ses origines de la Guerre de neuf ans (1594 - 1603), également appelée Tyrone's Rebellion.
En 1597, une bataille se déroule à Tyrrellspass. Entre 300 et 400 combattants dirigés par Richard Tyrrell battent l'armée anglaise.
Sur un millier de soldats anglais, un seul en réchappe.
Un château historique se trouve à la périphérie de la ville, construit par Tyrrell, principal allié d’Aodh Mór Ó Néill pendant la Guerre de Neuf Ans. C'est le seul château subsistant de la famille Tyrrell dont un représentant est venu en Irlande à l'époque de l'invasion normande.
Le village dispose d'un « green » bordé de maisons et de l'église (église d'Irlande) qui était auparavant le palais de justice. Elle a été affectée au culte dans les années 1820 sous le patronage de Jane MacKey, comtesse de Belvedere (décédée en 1836).
L'essentiel du village est le résultat d'une planification datant de la fin du XVIIIe siècle et a été influencé par le style des villages anglais.
L'église catholique St. Stephen est située en face du château de Tyrrellspass. Celle de l'Église d'Irlande est vouée à St. Sinian.
Un orphelinat, le Belvedere Protestant Children's Orphanage, a été en service de 1842 à 1943.

## Sports
L'équipe de football senior, Tyrrellspass GAA a remporté le championnat de football gaélique de Westmeath en 1999 et 2006 et a défendu son titre en 2007.
Le New Forest Golf Resort, un parcours de golf, est situé à un kilomètre du village. Il a été conçu par Peter McEvoy qui le considère comme l’une de ses meilleures réalisations.

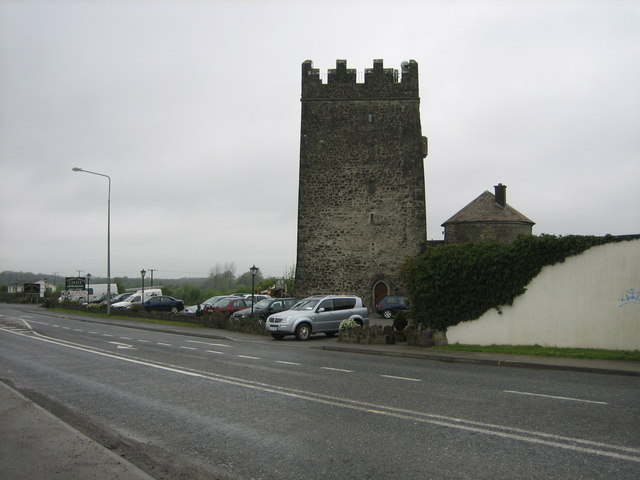
Le château de Tyrrellspass.
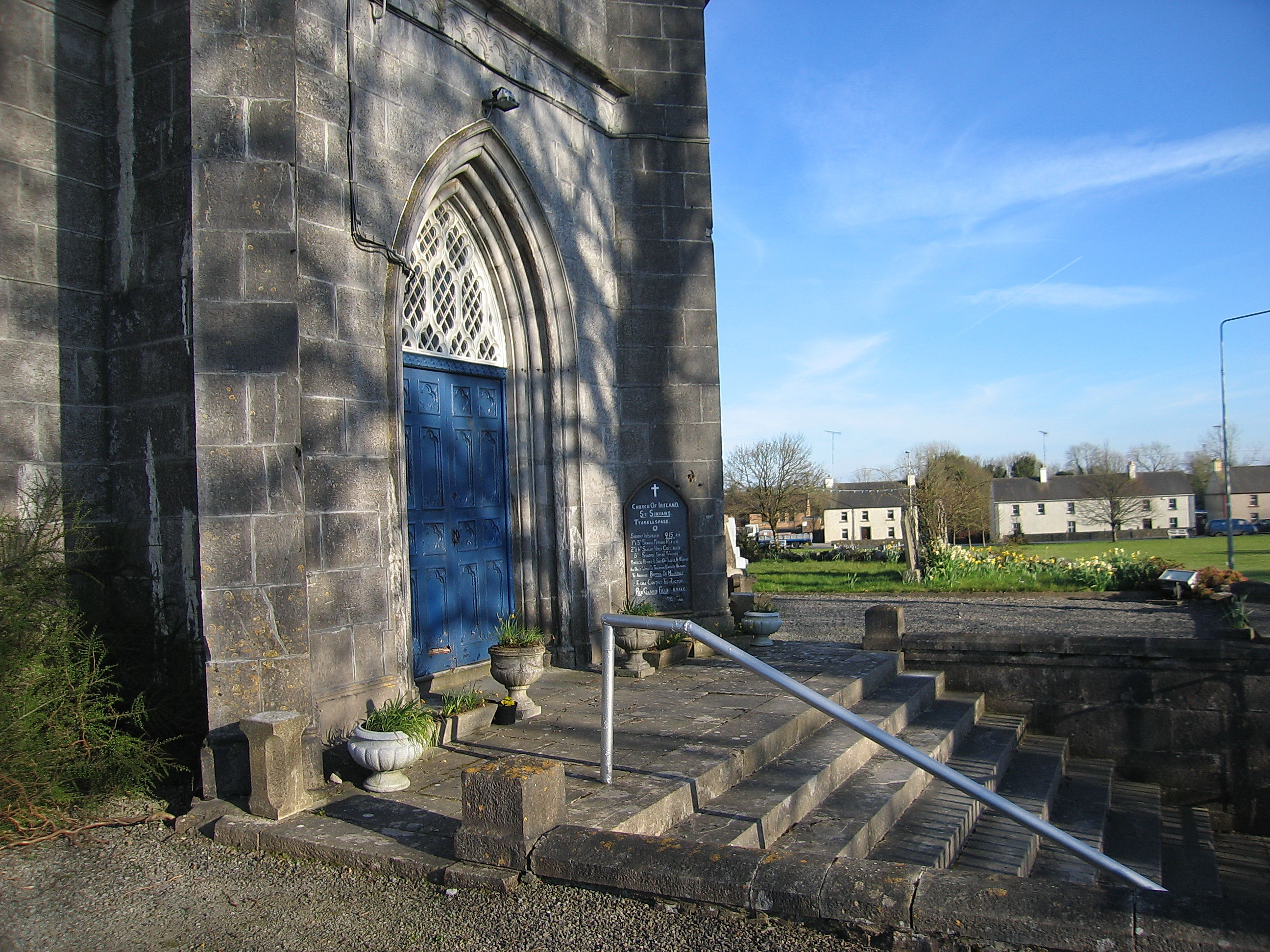
Église St. Sinian.
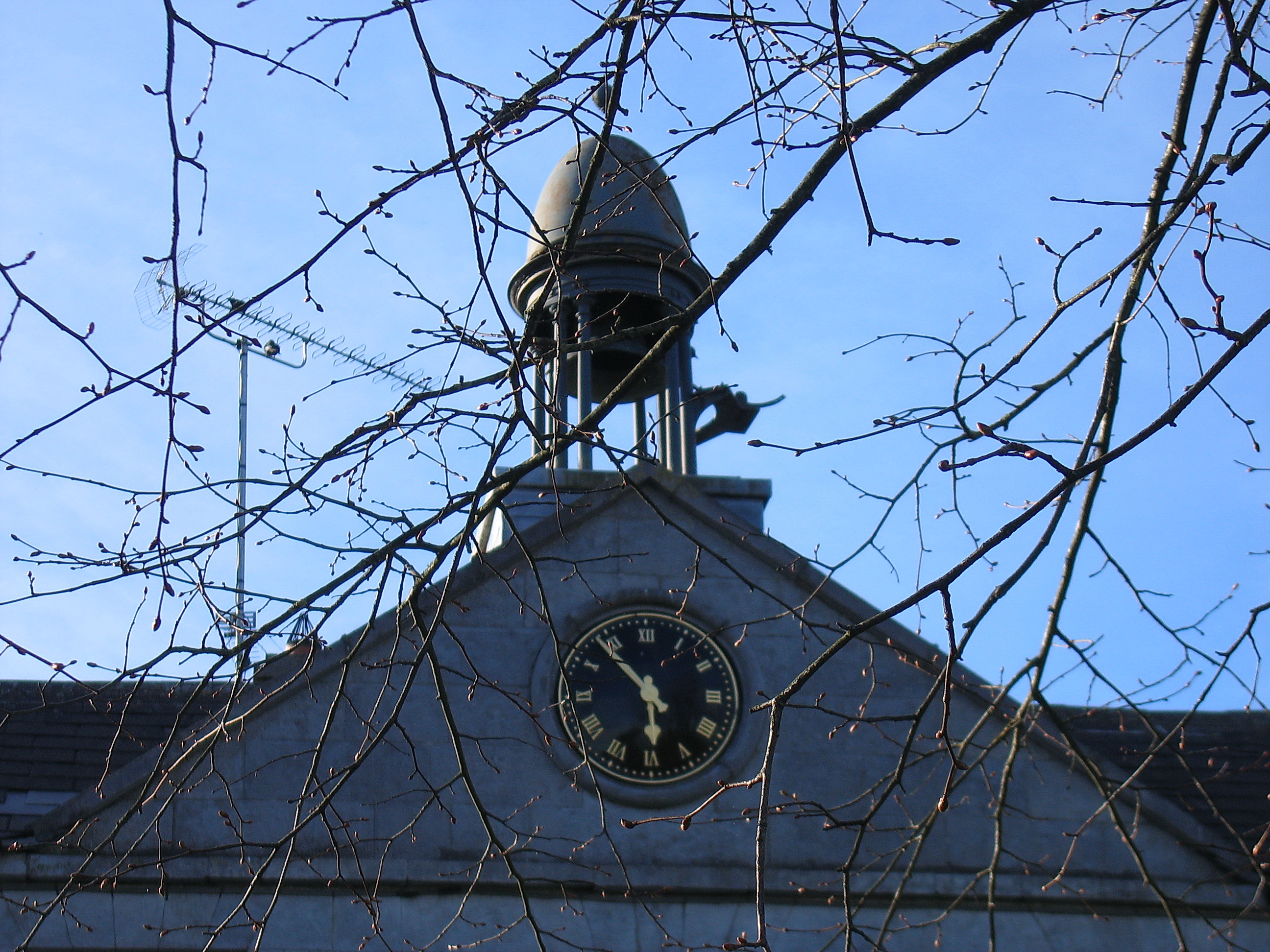
Clocher.
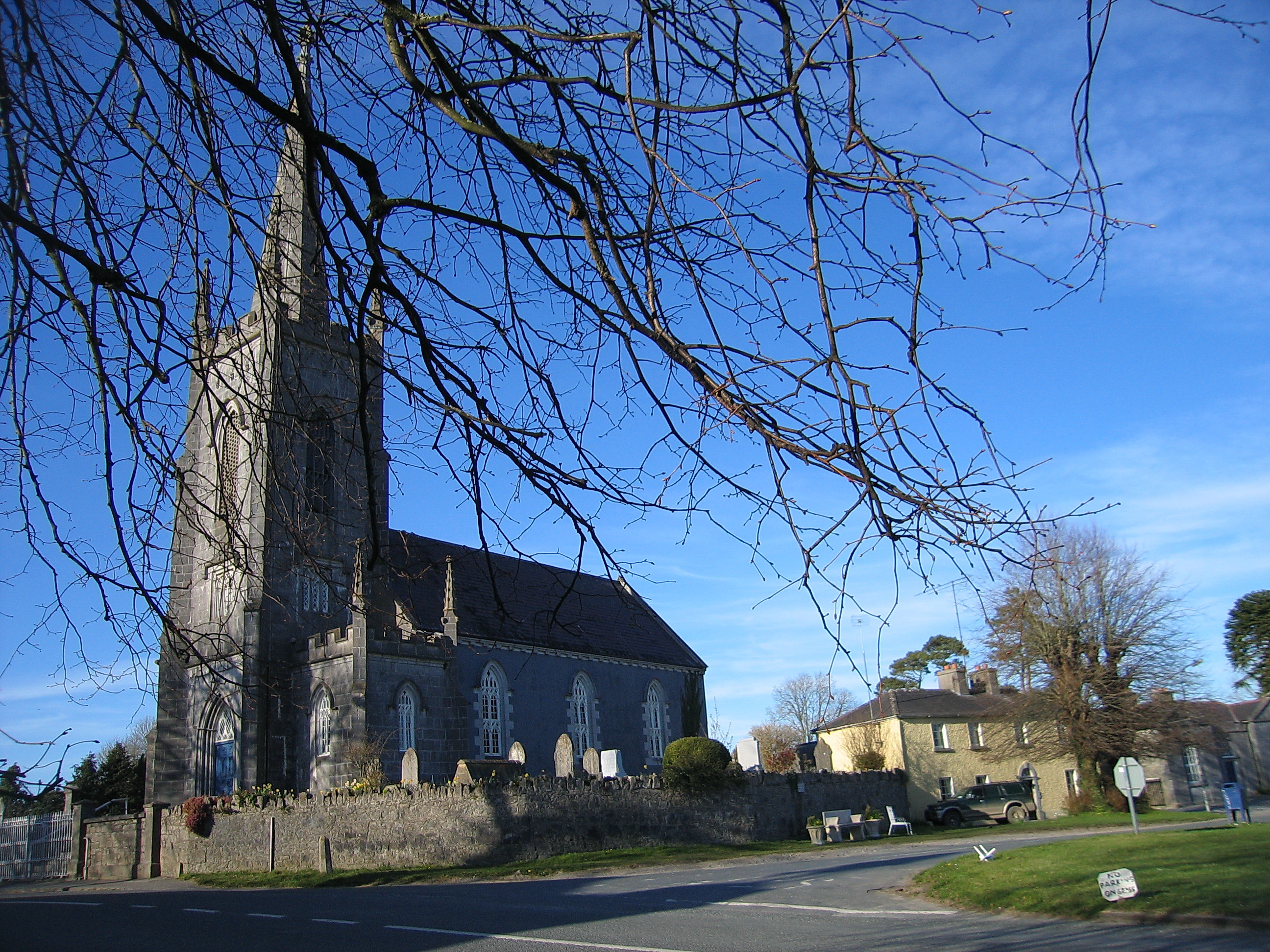
St. Sinians, vue globale.

## Personnalités

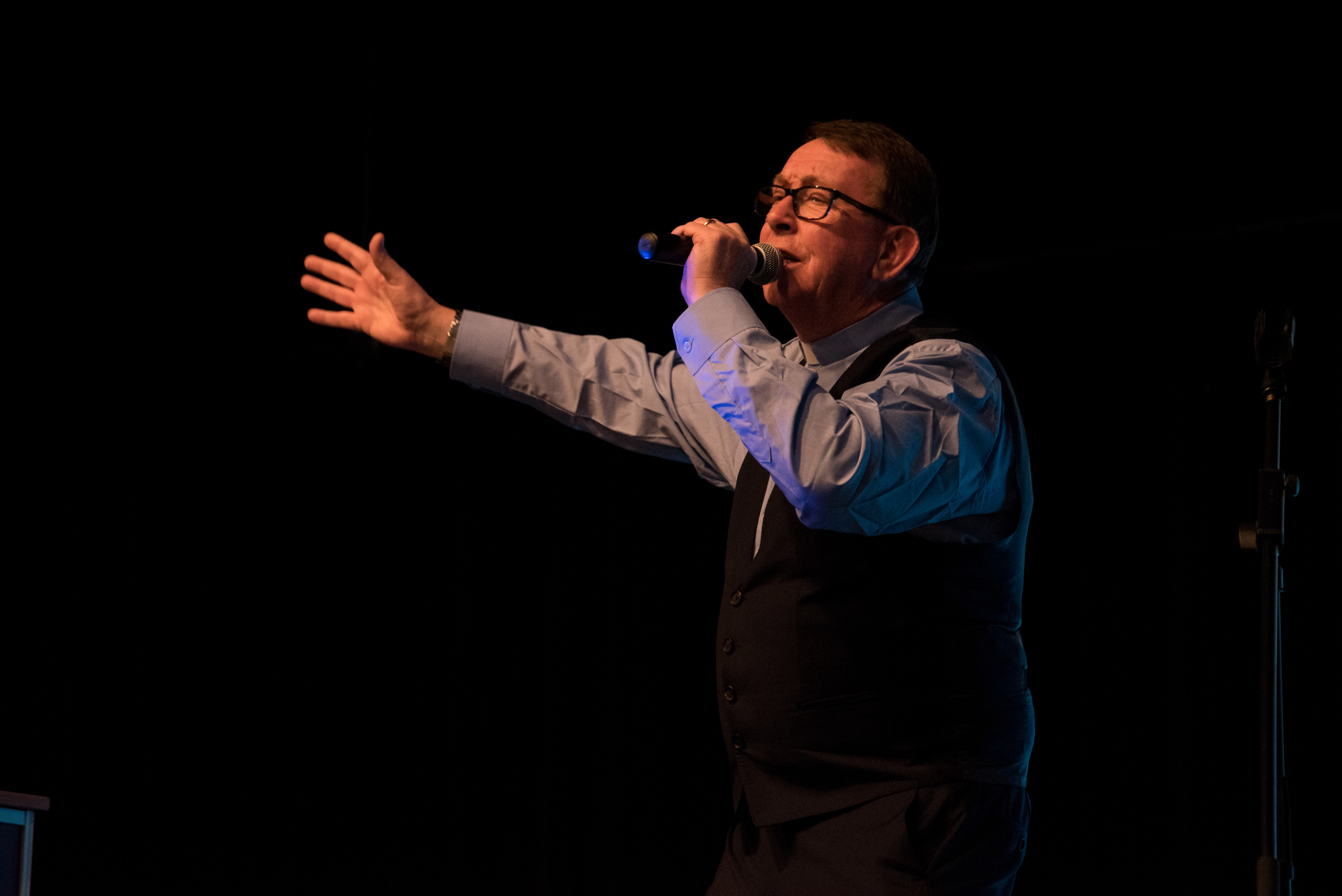
Ray Kelly, pasteur, chantant à Vienne (Autriche), en 2017, pour une œuvre de bienfaisance.

- Ray Kelly[8] (1953-), chanteur de chants religieux, né à Tyrrelspass.